# Fortaleza de Verboc

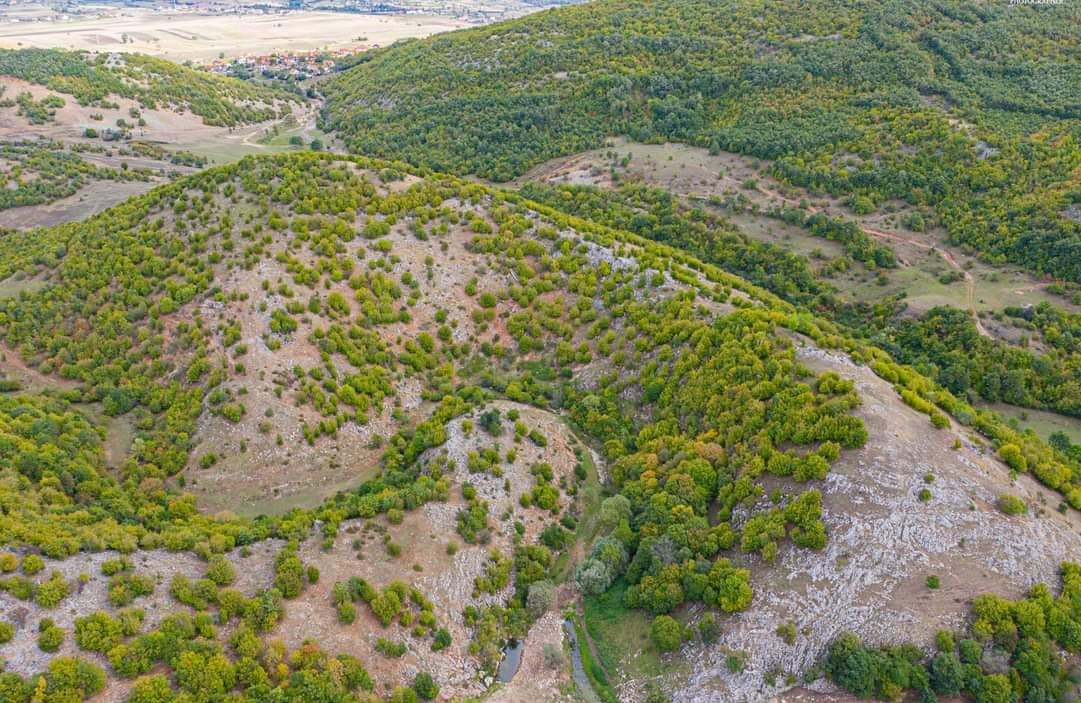
Fortaleza de Verboc.

La Fortaleza de Verboc, conocida por los residentes locales simplemente como "Nuestra Fortaleza", es un yacimiento arqueológico ilirio ubicado en la cima de una colina a unos 2 kilómetros de la aldea de Verboc, en el municipio de Drenas, región de Drenica, Kosovo. Actualmente, es un monumento del patrimonio cultural de Kosovo con carácter arqueológico.

## Historia
Data del período ilirio (alrededor del 400 a. C. al 100 d. C.). Los ilirios fueron un antiguo pueblo indoeuropeo que habitó los Balcanes occidentales desde el segundo milenio a. C. hasta el siglo I d. C. Eran conocidos por sus castros, asentamientos fortificados construidos en las cimas de las colinas. La fortaleza de Verboc fue uno de los castros ilirios más grandes de Dardania (actual Kosovo).

## Descripción
Consta de una muralla interior y otra exterior, así como varias torres y puertas. La muralla interior tiene aproximadamente 2 m de grosor y 5 m de altura. La muralla exterior tiene aproximadamente 1 m de grosor y 3 m de altura. Las torres tienen unos 5 m de lado y 10 m de altura. Las puertas tienen aproximadamente 2 m de ancho y 3 m de altura.

## Excavaciones
Fue excavada parcialmente en los años 1970 y 1980 por Skënder Anamali, Muhamet Pirraku  y otros. Las excavaciones revelaron diversos artefactos, como cerámica, herramientas de metal y armas. Estos artefactos sugieren que la fortaleza se utilizó tanto para fines militares como civiles. Al este de la fortaleza, la antiquísima carretera de Drenas a Viciano (actual Vushtrri), también conocida como la carretera Bullaku (Rruga e Bullakut), la atraviesa.